# Corriere Canadese
Il Corriere Canadese è un quotidiano canadese in lingua italiana, fondato da Daniel Iannuzzi nel 1954. Proprietaria della testata è stata fino al maggio del 2013 la Multimedia Nova Corporation di Toronto (Canada) mentre l'edizione è stata curata della Società Cooperativa Italmedia di Roma.
Il giornale è diffuso in particolare a Toronto (sede di seicentomila italo-canadesi) e a Montréal (dove vivono circa 300 000 italo-canadesi). In Canada le persone di origine italiana sono circa 1.5 milioni, pari al 4.3% della popolazione (dati 2006).
Il giornale si propone di diffondere e mantenere la cultura e la lingua italiana in Canada, occupandosi di notizie riguardanti il Canada, le comunità italiane all'estero e l'Italia. Una testata in inglese Tandem è edita dalla stessa società, con un target differente, rappresentato da lettori legati alla comunità italiana, inglese (come sono la maggior parte dei cittadini in Canada).
Il giorno 4 maggio 2013, la direzione della Multimedia Nova Corporation ha dovuto sospendere le pubblicazioni del giornale in modo indeterminato con messa in liquidazione della testata a causa dell'interruzione dei pagamenti da parte dell'Italmedia, l'editore del Corriere.
Nel luglio dello stesso anno una cordata di imprenditori di origine italiana, guidati dall'ex ministro dell'Immigrazione Joe Volpe, ha rilevato la testata. Il giornale è tornato in edicola il 18 novembre sotto la nuova direzione di Francesco Veronesi.